# 比阿讷
比阿讷（法語：Buanes，法語發音：[bɥan]）是法国朗德省的一个市镇，属于蒙德马桑区。

## 地理
比阿讷（43°42'39"N, 0°25'18"W）面积6.62 平方千米，位于法国新阿基坦大区朗德省，该省份为法国西南部沿海省份，是法國本土面积第二大的省，北起吉倫特省，西临大西洋，南至大西洋比利牛斯省，东临热尔省，东北与洛特-加龍省接壤。
与比阿讷接壤的市镇（或旧市镇、城区）包括：克拉桑、法尔格、拉里维耶尔圣萨万、圣卢布埃。

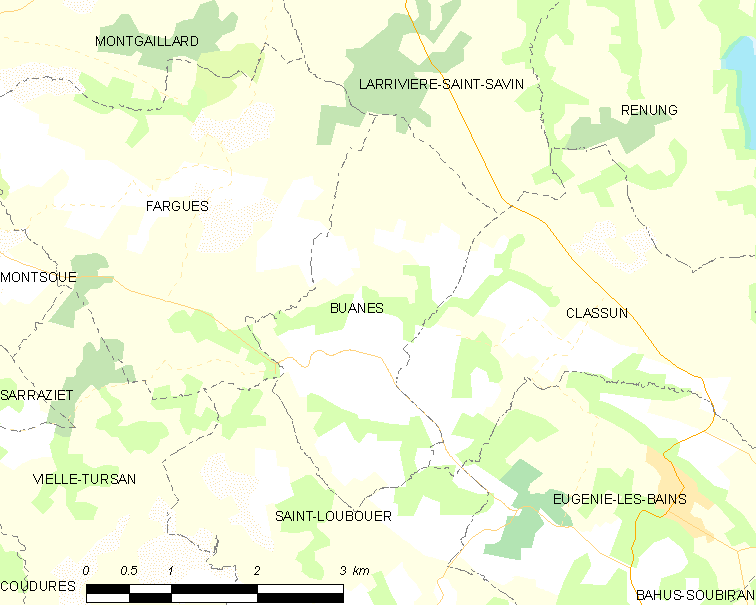
比阿讷的OSM定位图

比阿讷的时区为UTC+01:00、UTC+02:00（夏令时）。

## 行政
比阿讷的邮政编码为40320，INSEE市镇编码为40057。

## 政治
比阿讷所属的省级选区为阿杜尔-阿马尼亚克县。

## 人口

1962-2008年间比阿讷人口变化图示

比阿讷于2022年1月1日时的人口数量为240人。